# Itraconazolo
L'itraconazolo (nome commerciale: Sporanox, Triasporin) è un farmaco antimicotico che agisce contro un ampio spettro di funghi e miceti che possono causare infezioni sia superficiali sia sistemiche. Per le micosi superficiali è indicato contro candidosi vulvovaginali, onicomicosi, candidosi orali e dermatofitosi. Il suo impiego per via sistemica mira contro le aspergillosi, le criptococcosi, le istoplasmosi, le sporotricosi, le blastomicosi e altre infezioni correlate.

## Meccanismo d'azione
L'itraconazolo agisce inibendo la sintesi dell'ergosterolo, costituente essenziale della membrana cellulare micotica. Specificamente, agisce sull'enzima lanosterolo 14-α demetilasi, il quale converte il lanosterolo, attraverso diversi passaggi, in ergosterolo. Tale enzima rimuove l'ingombro sterico e inoltre catalizza la riduzione catalitica del ferro, mediata da uno specifico citocromo. L'itraconazolo interviene inibendo tale citocromo. Il lanosterolo è anche il precursore del colesterolo nelle cellule umane, quindi particolare attenzione va posta per gli antimicotici azolici quando vengono somministrati per via sistemica, specificamente gli azolici contenenti nell'eterociclo due atomi di azoto (diazolici). Gli antimicotici triazolici invece, fra cui anche l'itraconazolo, appartengono ad una classe di farmaci selettivi per la cellula micotica e possono essere somministrati tranquillamente anche per via sistemica.

## Effetti collaterali
A parte il sopracitato meccanismo di competizione sulla sintesi degli steroli di membrana con le cellule umane, si è dimostrato un effetto cardiodepressivo dell'itraconazolo. In particolare, si manifesta una riduzione della frazione d'eiezione sinistra, che non presenta sintomi particolari, quando il farmaco viene somministrato per via intravenosa. Ci sono stati diversi casi clinici di scompenso cardiaco ed edema che hanno portato all'insufficienza cardiaca.